# Нешвил (Индијана)
Нешвил (енгл. Nashville) град је у америчкој савезној држави Индијана.

## Демографија
По попису из 2010. године број становника је 803, што је 22 (-2,7%) становника мање него 2000. године.
| Група             | 2000.       | 2010.       |
| Белци             | 799 (96,8%) | 785 (97,8%) |
| Афроамериканци    | 7 (0,8%)    | 3 (0,4%)    |
| Азијати           | 3 (0,4%)    | 1 (0,1%)    |
| Хиспаноамериканци | 5 (0,6%)    | 6 (0,7%)    |
| Укупно            | 825         | 803         |